# バンバリー (西オーストラリア州)

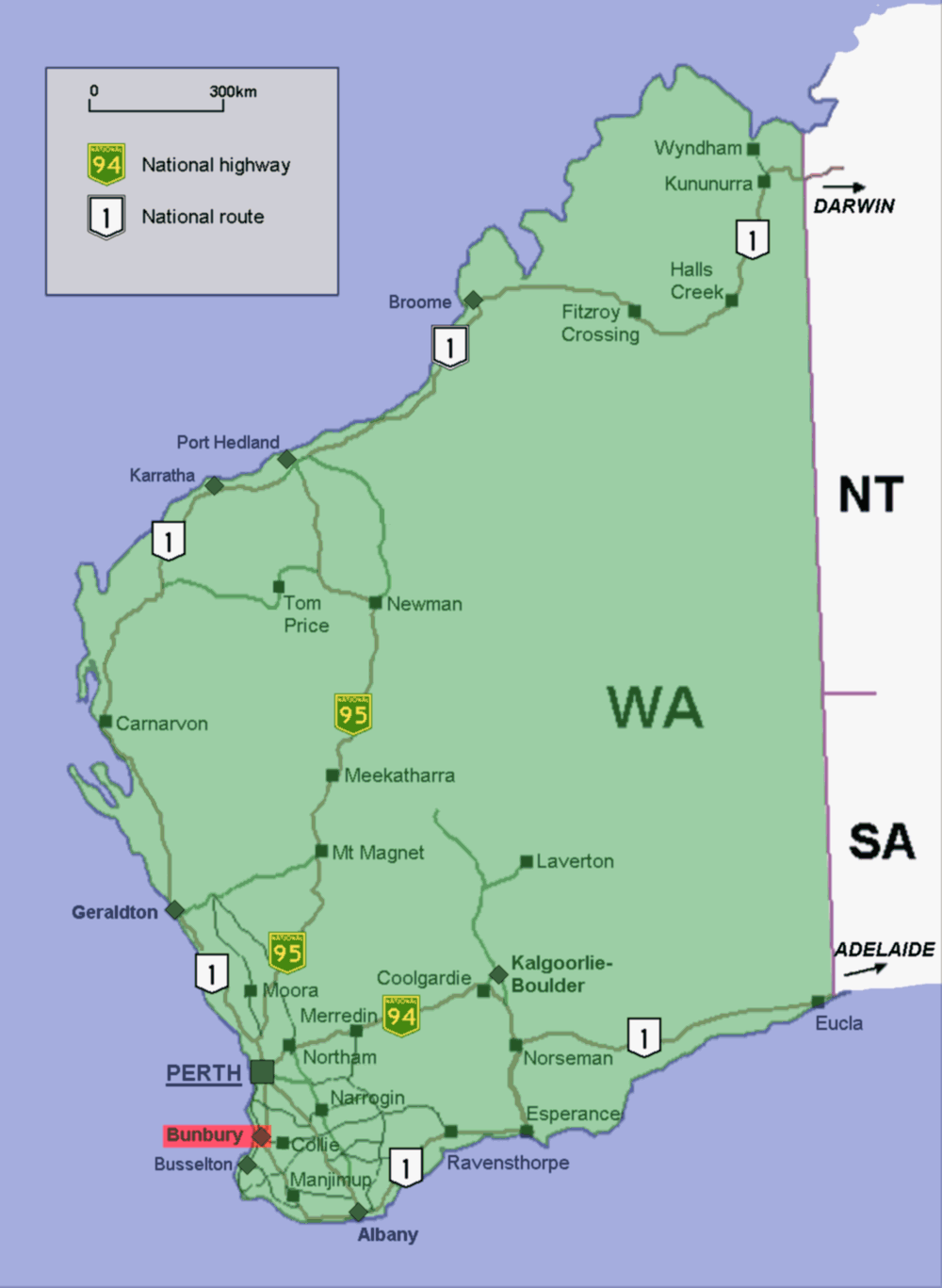
バンバリーの位置

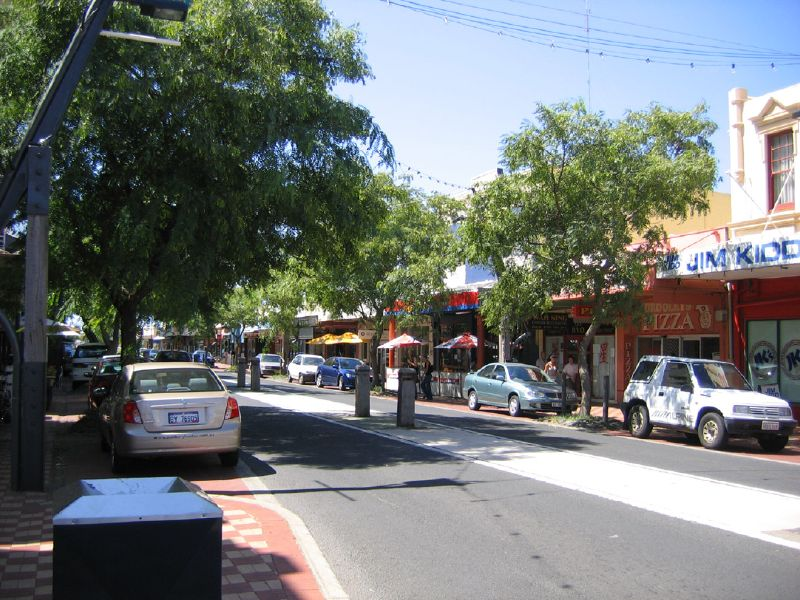
バンバリーのメインストリート

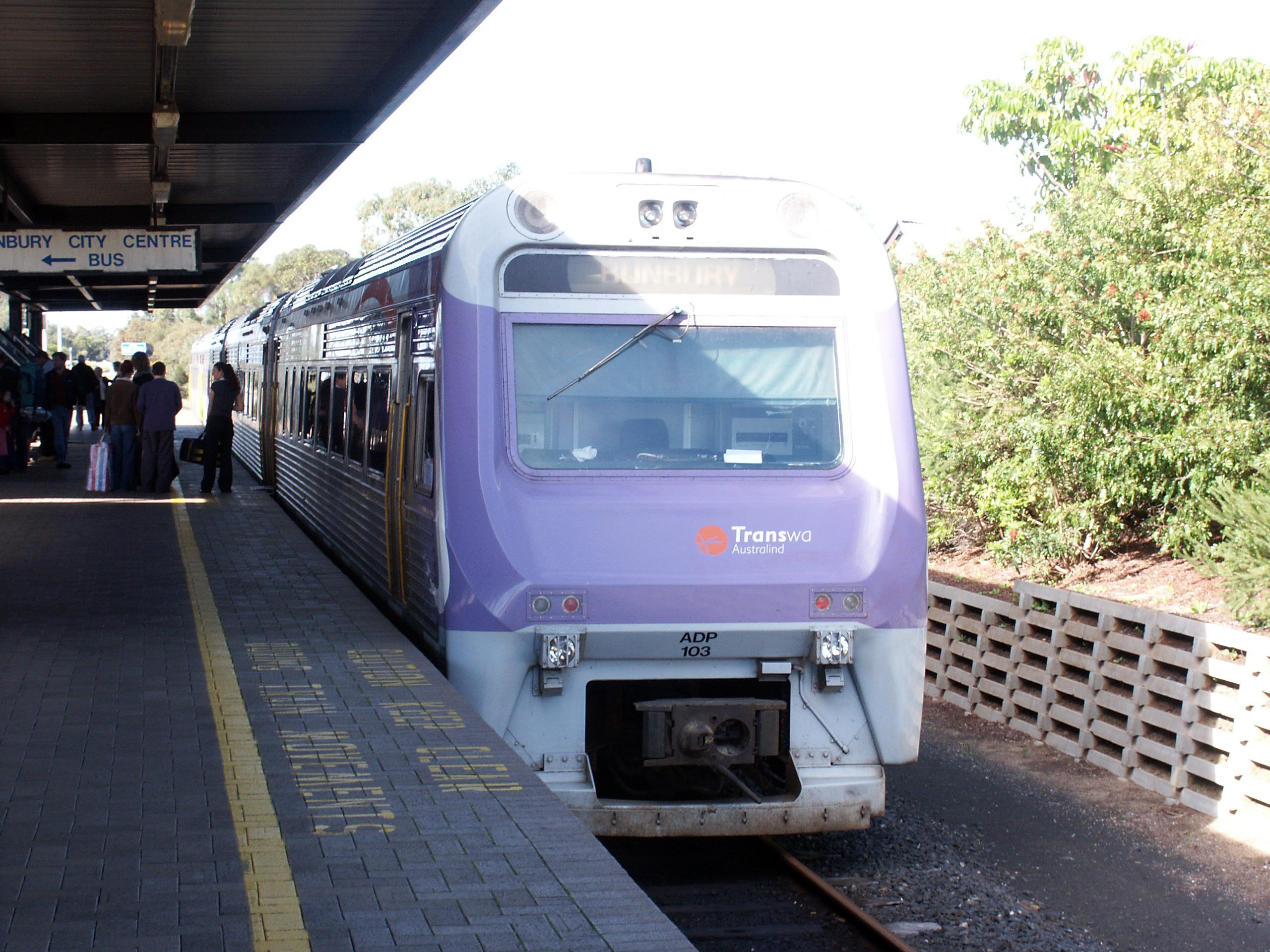
バンバリー駅に停車中の「オーストラリンド」

バンバリー(Bunbury)は、オーストラリア・西オーストラリア州の港湾都市。南西部地域に属し、州都パースから南に約175kmの距離にある。人口は約7.5万人で、パース、マンジュラに次ぎ州第3位。

## 地理、気候
バンバリーはジオグラフ湾の北端に面し、コリー川の河口そばに位置する。気候はパース同様地中海性気候(Cs)。
| バンバリーの気候                     | バンバリーの気候 | バンバリーの気候 | バンバリーの気候 | バンバリーの気候 | バンバリーの気候 | バンバリーの気候 | バンバリーの気候 | バンバリーの気候 | バンバリーの気候 | バンバリーの気候 | バンバリーの気候 | バンバリーの気候 | バンバリーの気候 |
| 月                                   | 1月              | 2月              | 3月              | 4月              | 5月              | 6月              | 7月              | 8月              | 9月              | 10月             | 11月             | 12月             | 年               |
| ------------------------------------ | ---------------- | ---------------- | ---------------- | ---------------- | ---------------- | ---------------- | ---------------- | ---------------- | ---------------- | ---------------- | ---------------- | ---------------- | ---------------- |
| 最高気温記録 °C （°F）               | 40.8 (105.4)     | 40.0 (104)       | 39.5 (103.1)     | 33.4 (92.1)      | 29.2 (84.6)      | 23.8 (74.8)      | 22.4 (72.3)      | 24.0 (75.2)      | 30.4 (86.7)      | 32.9 (91.2)      | 36.0 (96.8)      | 39.2 (102.6)     | 40.8 (105.4)     |
| 平均最高気温 °C （°F）               | 29.8 (85.6)      | 30.1 (86.2)      | 27.7 (81.9)      | 24.2 (75.6)      | 21.0 (69.8)      | 18.5 (65.3)      | 17.2 (63)        | 17.6 (63.7)      | 18.5 (65.3)      | 21.1 (70)        | 24.4 (75.9)      | 27.3 (81.1)      | 23.1 (73.6)      |
| 平均最低気温 °C （°F）               | 15.5 (59.9)      | 15.9 (60.6)      | 14.2 (57.6)      | 11.8 (53.2)      | 9.3 (48.7)       | 8.0 (46.4)       | 7.0 (44.6)       | 7.6 (45.7)       | 8.5 (47.3)       | 9.5 (49.1)       | 12.1 (53.8)      | 13.5 (56.3)      | 11.1 (52)        |
| 最低気温記録 °C （°F）               | 6.0 (42.8)       | 6.0 (42.8)       | 2.2 (36)         | 2.4 (36.3)       | −0.1 (31.8)      | −3.0 (26.6)      | −2.1 (28.2)      | 0.0 (32)         | −0.3 (31.5)      | 0.2 (32.4)       | 2.1 (35.8)       | 3.2 (37.8)       | −3.0 (26.6)      |
| 降水量 mm （inch）                   | 12.0 (0.472)     | 7.6 (0.299)      | 19.4 (0.764)     | 37.4 (1.472)     | 99.0 (3.898)     | 132.2 (5.205)    | 141.5 (5.571)    | 118.4 (4.661)    | 84.3 (3.319)     | 32.1 (1.264)     | 23.7 (0.933)     | 18.2 (0.717)     | 728.3 (28.673)   |
| 平均降水日数                         | 2.4              | 2.3              | 3.9              | 8.7              | 13.3             | 16.9             | 19.1             | 18.9             | 17.1             | 9.9              | 6.5              | 3.8              | 122.8            |
| 出典：Climate statistics for Bunbury |                  |                  |                  |                  |                  |                  |                  |                  |                  |                  |                  |                  |                  |

## 歴史
最初にバンバリーの土地を訪れたヨーロッパ人は、フランス人探検家ルイ・ド・フレシネである。1803年、彼は探検隊のメンバーであった植物学者レシェナルト・デ・ラ・ツアーの名前を取って、この土地をポートレシェナルトと名付けた。ジオグラフ湾の名前もこの時につけられた。ジオグラフとは彼の艦隊に加わっていた船のうちの一隻の名前にちなむ。
1829年、スコットランド人軍医アレクサンダー・コリーと彼の副官が周辺を探検した。その後にジェームズ・スターリングがこの地を訪れ、軍の駐屯地を設けた。また約100km北のピンジャラとのあいだの険しい街道を切り開いたヘンリー・ウィリアム・バンバリーの名を取り、この地をバンバリーと改めた。

## 交通
1893年、ピンジャラとの間に鉄道路線が建設され、バンバリーはパースと線路で繋がるとともに、炭鉱に代表される鉱山や農地とパースとの間が結びつけられることとなった。当時使用されていた蒸気機関車の機関区は、現在ショッピングセンターとなっており、扇形庫などが現存している。以前のバンバリー駅は市内中心部にあったが、1985年5月28日をもって閉鎖され翌日より約4km南東に離れた位置へ移転した。駅舎は観光客向けのインフォメーションセンターへと転用され、駅跡地はバスターミナルに、駅までの線路跡は並行していた道路の拡張用地となった。
パース・バンバリー間を走る旅客列車「オーストラリンド」は、1947年以来同区間を同名で運行している。現在もバンバリーから各方面へ向かう長距離バスと接続しており、西オーストラリア州南西地域へのアクセスの一端を担っている。
長距離バスは2社が運行しており、「オーストラリンド」を運行するトランスwaとサウスウェストコーチラインがパース発の路線の一部をバンバリー経由としている。行き先はアルバニーやオーガスタなど。

## 国際交流
バンバリー市は東京都世田谷区ならびに中国浙江省嘉興市と姉妹都市提携を結んでいる。

## 著名出身者
- ダミアン・レーン - 競馬騎手
- ジョシュ・リズドン - サッカー選手
- コートニー・イートン - 女優、モデル
- ハロルド・J・ティンパーリ - ジャーナリスト